# 28494 Jasmine
28494 Jasmine è un asteroide della fascia principale. Scoperto nel 2000, presenta un'orbita caratterizzata da un semiasse maggiore pari a 2,2137096 UA e da un'eccentricità di 0,1658501, inclinata di 3,27773° rispetto all'eclittica.